# 越谷市立平方小学校
越谷市立平方小学校（こしがやしりつ ひらかたしょうがっこう）は、埼玉県越谷市平方にある公立小学校。

## 沿革
- 1975年4月1日 - 越谷市立桜井小学校を分離して越谷市立平方小学校として開校[1]

## 教育目標
- すすんで学ぶ子
- たすけ合う子
- けんこうな子[2]

## 通学区域
- 平方 - 全域
- 平方南町 - 全域[3]